# Гонсалес, Фран (футболист, 2005)
Франси́ско (Фран) Хавье́р Гонса́лес Пе́рес (исп. Francisco Javier "Fran" González Pérez; род. 18 июня 2005, Леон, Кастилия и Леон) — испанский футболист, вратарь клуба «Реал Мадрид Кастилья».

## Клубная карьера
Фран является воспитанником академии клуба «Культураль Леонеса» из своего родного города. В ней он провёл 12 сезонов, прежде чем перебраться в систему мадридского «Реала». В сезоне 2023/24 он начал выступления за «Реал Мадрид C» в Терсере, параллельно привлекаясь к тренировкам и матчам первой команды «королевского клуба». Фран был включён в заявку «Реала» на Лигу Чемпионов 2023/24, но ни разу не появился на поле. В концовке сезона вратарь провёл 1 матч за «Кастилью» в Примера Федерасьон, пропустив 2 гола от «Малаги».
За основную команду «Реала» Фран дебютировал 5 апреля 2025 года, выйдя в старте на матч 30-го тура Ла Лиги против «Валенсии» (1:2), и пропустил 2 мяча.

## Международная карьера
В 2023 году Фран дебютировал за Испанию на юношеском уровне и с тех пор провёл за неё 6 матчей, где пропустил 3 гола. Летом 2024 года он был включён в заявку юношеской сборной Испании до 19 лет на юношеский чемпионат Европы, проходивший в Северной Ирландии. Турнир, ставший для испанцев победным, Фран провёл на скамейке запасных.

## Достижения
«Реал Мадрид»
- Обладатель Суперкубка УЕФА: 2024

Сборная Испании (до 19 лет)
- Чемпион Европы (до 19 лет) (1): 2024